# Lauroppia tenuipectinata
Lauroppia tenuipectinata är en kvalsterart som beskrevs av Subías och Rodríguez 1988. Lauroppia tenuipectinata ingår i släktet Lauroppia och familjen Oppiidae. Inga underarter finns listade i Catalogue of Life.